# Doble de luces
Un doble de luces, o stand-in, es una persona que sustituye al actor antes de la filmación. 
Estas personas son muy útiles en los procesos iniciales de la producción tanto de cine como de televisión: permiten que el director de fotografía organice las luces del plató y el equipo de cámara para que quede bien iluminado y enfocado mientras los actores están ausentes. Gracias a los stand-ins, se puede marcar los movimientos, la posición de los objetos, cámaras y focos y la composición del plano. Deben estar presentes durante todo el rodaje, de forma que se pueda hacer pruebas de iluminación de cada escena antes de pasar a la puesta en escena. El director a menudo pedirá a los dobles de luces que interpreten el diálogo de la escena y que se muevan por el escenario. 
Los stand-ins no tienen por qué parecerse al actor o actriz, pero deben tener el mismo tono de piel, color de pelo, altura y tener la misma complexión que la persona a la que doblan, de forma que las luces se pueden colocar correctamente. Por ejemplo, si el doble de luces es más bajo que el actor, este puede acabar con parte de su cabeza mal iluminada.
Algunos famosos exigen tener siempre el mismo doble. Entre estos casos se encuentran Pluma Noisom (doble de Claudette Colbert), Harry Cornbleth (Fred Astaire) y Adam Bryant (Robin Williams). Cuando Bette Davis terminó su contrato con Warner Bros., negoció para que su doble, Sally Sage, continuara trabajando en el estudio.

## Trabajo
Se trata de un trabajo que suele tener pocas compensaciones económicas. Además, se vuelve tedioso a causa del tiempo que se pasa delante de los focos, en la misma posición y las largas esperas entre escena y escena, que pueden alargarse durante días. Aun así, según varios profesionales, hay también una parte positiva del trabajo de stand-in, como puede ser tener la oportunidad de trabajar con grandes equipos y actores.
Se diferencian de los dobles de cuerpo, o simplemente dobles, en que no aparecen nunca en las grabaciones. Mientras que los dobles pueden sustituir al actor en la misma puesta en escena, como en el caso de las escenas de riesgo, los dobles de luces no aparecen en el metraje definitivo. En algunas producciones, el trabajo del doble de luces y del doble puede ser realizado por la misma persona. En casos excepcionales, el doble de luces puede aparecer en pantalla, a veces de forma irónica. Por ejemplo, la actriz que se hacía pasar por Ann Darrow en el final de King Kong (2005) es la doble de luces de Naomi Watts, Julia Walshaw.

## En animación
Estos dobles también se utilizan para los personajes animados en las películas de acción real, a veces con modelos de tamaño real, de forma que los animadores saben donde colocar su animación y como hacer que se mueva de forma realista. De esta forma, los actores también tienen un lugar al que mirar mientras actúan. En estos casos, el tono de piel o el color de pelo no son tan importantes, pero sí lo son la altura y complexión, ya que sirve para aquellas escenas en las que interactúan personajes animados y reales.

## España
El trabajo de stand-in en las producciones españolas no es muy frecuente. Esto se debe a que los presupuestos del cine español son bastante inferiores a las superproducciones del cine americano. Se suele utilizar a algún miembro del mismo equipo técnico, de la misma altura del actor, para comprobar las medidas de los focos y las cámaras.